# سيرجيو دانيال سوزا سيلفا
سيرجيو دانيال سوزا سيلفا (10 أكتوبر 1996 في البرتغال - ) هو لاعب كرة قدم برتغالي في مركز الهجوم.

## وصلات خارجية
- سيرجيو دانيال سوزا سيلفا على موقع قاعدة بيانات كرة القدم.إي يو (الإنجليزية)
- سيرجيو دانيال سوزا سيلفا على موقع Soccerway.com (الإنجليزية)